# 퀵 타임 이벤트

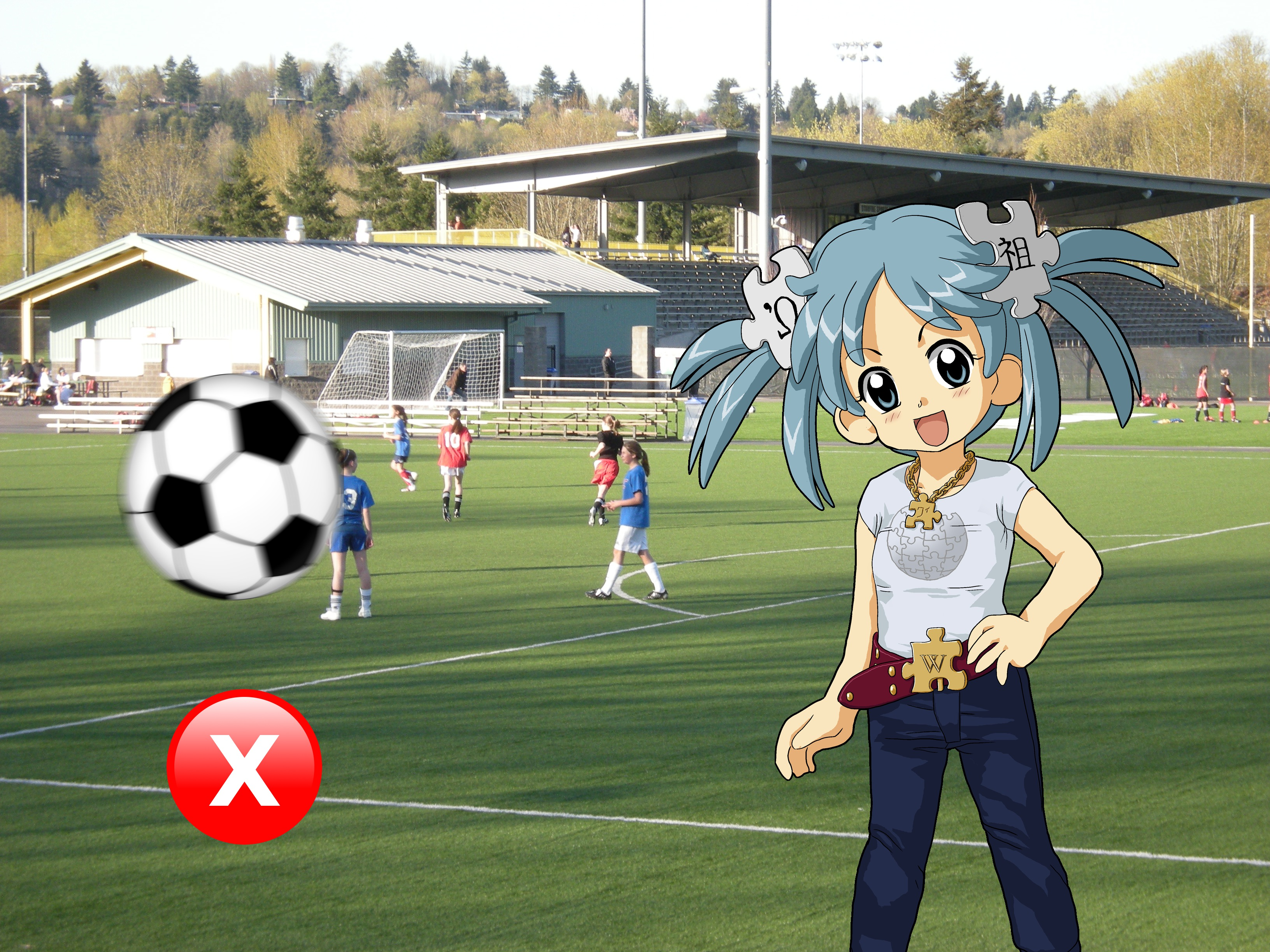
비디오 게임의 빠른 시간 이벤트에 대한 가상의 예이다. X 버튼을 누르면 위키페탄이 축구공에 맞는 것을 막을 수 있다.

퀵 타임 이벤트(Quick time event, QTE)는 비디오 게임에서 화면 지시/프롬프트가 나타난 직후 플레이어가 제어 장치에서 작업을 수행하는 상황에 맞는 게임플레이 방법이다. 게임의 컷씬이나 영화 시퀀스 중에 게임 캐릭터를 제한적으로 제어할 수 있다. 잘못된 프롬프트를 수행하거나, 작업 시기를 잘못 맞추거나, 작업을 전혀 수행하지 않으면 캐릭터가 작업에 실패하여 사망/실패 애니메이션이 발생하고 종종 즉시 게임이 끝나거나 생명을 잃게 된다. 일부 게임에서는 다음과 같은 기능을 제공한다. 대신에 적지만 상당한 벌금이 부과된다.
"퀵 타임 이벤트"라는 용어는 QTE 기능(당시 "퀵 타이머 이벤트"라고 함)을 많이 사용한 센무 게임의 디렉터 스즈키 유에 의해 만들어졌다. 이를 통해 게임 디자이너는 게임의 표준 제어 체계를 통해 표현할 수 없는 일련의 동작을 만들거나 플레이어가 중요한 순간에 하나의 특정 동작만 수행하도록 제한할 수 있다. QTE의 일부 사용은 게임 플레이에 유리한 추가 기능으로 간주되었지만, QTE의 일반적인 사용은 언론인과 플레이어 모두에 의해 비난을 받았다. 이러한 이벤트는 게임의 흐름을 깨고 플레이어가 이벤트를 마스터할 때까지 게임에 잘못된 난이도를 추가하면서 섹션을 반복하도록 강요할 수 있기 때문이다.